# Легка атлетика на літніх Олімпійських іграх 2008 — стрибки у довжину (чоловіки)
Змагання зі стрибків у довжину серед чоловіків на Літніх Олімпійських іграх 2008 у Пекіні проходили 16 та 18 серпня на Пекінському національному стадіоні.

## Медалісти
| Золото                 | Срібло            | Бронза              |
| Ірвінґ Саладіно Панама | Хотсо Макоена ПАР | Ібрагім Камехо Куба |

## Кваліфікація учасників
Національний олімпійський комітет (НОК) кожної країни мав право заявити для участі в змаганнях не більше трьох спортсменів, які виконали норматив А (8,20 м) у кваліфікаційний період з 1 січня 2007 року по 23 липня 2008 року. Також НОК міг заявити не більше одного спортсмена з числа виконали норматив У (8,05 м) в той же період. Кваліфікаційні нормативи були встановлені ІААФ.

## Рекорди
Дані наведено на початок Олімпійських ігор. 
| Світовий рекорд     | Майк Пауелл (США) | 8.95 м | Токіо (Японія)   | 30 серпня 1991 року |
| Олімпійський рекорд | Боб Бімон (США)   | 8.90 м | Мехіко (Мексика) | 18 жовтня 1968 року |

За підсумками змагань обидва рекорди залишилися незмінними.

## Змагання
Для потрапляння у фінал спортсменам необхідно у кваліфікації показати результат не гірший 8,15 м. У фінал потрапляють мінімум 12 атлетів. Якщо кількість тих, хто виконав кваліфікацію, більша, то у фінал потрапляють всі спортсмени, що виконали кваліфікацію. У випадку, якщо кількість тих, хто виконав кваліфікацію, менш як 12, то спортсмени відбираються у фінал за найкращим результатом.
Результати вказані в метрах. Також використані такі скорочення:
- Q — виконаний кваліфікаційний норматив
- q — кваліфікований за найкращим результатом серед тих, хто не виконав кваліфікаційний норматив
- SB — найкращий результат у сезоні
- DNS — не стартував
- NM — немає жодної залікової спроби
- Х — заступ

### Кваліфікація
| Місце | Спортсмен               | 1    | 2    | 3    | Результат | Примітки |
| ----- | ----------------------- | ---- | ---- | ---- | --------- | -------- |
| 1.    | Луїс Цатумас            | 8.27 | —    | —    | 8.27      | Q        |
| 2.    | Ібрагім Камехо          | 8.23 | —    | —    | 8.23      | Q        |
| 3.    | Грег Рутерфорд          | 8.16 | —    | —    | 8.16      | Q        |
| 4.    | Хотсо Макоена           | 8.03 | х    | 8.14 | 8.14      | q        |
| 5.    | Хусейн аль Саба         | 5.47 | 8.04 | х    | 8.04      | q        |
| 6.    | Луїс Меліс              | х    | 7.77 | 7.95 | 7.95      | q        |
| 7.    | Габле Гаренамотсе       | 7.58 | х    | 7.95 | 7.95      | q        |
| 8.    | Стефан Лоу              | 7.73 | х    | 7.93 | 7.93      |          |
| 9.    | Яхйа Беррабах           | 7.88 | х    | х    | 7.88      |          |
| 9.    | Томмі Евіла             | х    | х    | 7.88 | 7.88      |          |
| 11.   | Салім Сдірі             | х    | х    | 7.81 | 7.81      |          |
| 12.   | Себастьян Баєр          | х    | 7.43 | 7.77 | 7.77      |          |
| 13.   | Уго Чила                | 7.77 | х    | х    | 7.77      |          |
| 14.   | Мауру Вінісіус да Сілва | х    | 7.75 | х    | 7.75      |          |
| 15.   | Лі Жуньжунь             | 7.70 | х    | 7.56 | 7.70      | SB       |
| 16.   | Мортен Єнсен            | х    | 7.58 | 7.63 | 7.63      |          |
| 17.   | Марцин Старжак          | х    | х    | 7.62 | 7.62      |          |
| 18.   | Генрі Дагміл            | 7.58 | х    | х    | 7.58      |          |
| 19.   | Микола Атанасов         | х    | х    | 7.54 | 7.54      |          |
| 20.   | Володимир Малявін       | 7.32 | 7.35 | х    | 7.35      |          |
|       | Іссам Німа              |      |      |      | DNS       |          |

| Місце | Спортсмен                   | 1    | 2    | 3    | Результат | Примітки |
| ----- | --------------------------- | ---- | ---- | ---- | --------- | -------- |
| 1.    | Нгонідзаше Макуш            | 8.14 | 7.94 | —    | 8.14      | q        |
| 2.    | Вільфредо Мартінес          | 7.92 | 7.80 | 8.07 | 8.07      | q        |
| 3.    | Ндісс Каба Баджо            | 7.65 | 7.79 | 8.07 | 8.07      | q, SB    |
| 4.    | Ірвінґ Саладіно             | х    | х    | 8.01 | 8.01      | q        |
| 5.    | Роман Новотні               | 7.75 | 7.81 | 7.94 | 7.94      | q        |
| 6.    | Мохамед Салман аль Хуваілді | х    | х    | 7.93 | 7.93      |          |
| 7.    | Тирон Сміт                  | 6.95 | 7.63 | 7.91 | 7.91      |          |
| 8.    | Фабріс Лапьєр               | 7.90 | х    | х    | 7.90      |          |
| 9.    | Тревелл Квінлен             | х    | х    | 7.87 | 7.87      |          |
| 10.   | Ендрю Хоу                   | 7.73 | 7.81 | х    | 7.81      |          |
| 11.   | Браян Джонсон               | х    | 7.79 | х    | 7.79      |          |
| 12.   | Андрій Макарчев             | 7.77 | х    | х    | 7.77      |          |
| 13.   | Крістофер Томлінсон         | 7.52 | 7.62 | 7.70 | 7.70      |          |
| 14.   | Тарік Бугетаіб              | 7.69 | х    | х    | 7.69      |          |
| 15.   | Герберт Макгрегор           | 7.64 | 7.46 | 7.36 | 7.64      |          |
| 16.   | Луїс Трістан                | 7.58 | 7.62 | х    | 7.62      |          |
| 17.   | Жюльєн Фіваз                | 7.53 | х    | х    | 7.53      |          |
| 18.   | Мігель Пейт                 | х    | 7.34 | х    | 7.34      |          |
|       | Чжоу Цань                   | —    | —    | —    | NM        |          |
|       | Арно Каскета                |      |      |      | DNS       |          |

### Фінал
| Місце | Спортсмен          | 1    | 2    | 3    | 4    | 5    | 6    | Результат | Примітки |
| ----- | ------------------ | ---- | ---- | ---- | ---- | ---- | ---- | --------- | -------- |
| 1.    | Ірвінґ Саладіно    | х    | 8.17 | 8.21 | 8.34 | х    | х    | 8.34      |          |
| 2.    | Хотсо Макоена      | 7.86 | х    | 8.02 | 8.24 | х    | х    | 8.24      |          |
| 3.    | Ібрагім Камехо     | 7.94 | 8.09 | 8.08 | 7.88 | 7.93 | 8.20 | 8.20      |          |
| 4.    | Нгонідзаше Макуш   | 8.19 | 8.06 | 8.05 | 8.10 | 8.05 | 6.48 | 8.19      |          |
| 5.    | Вільфредо Мартінес | 7.60 | 7.90 | х    | 8.04 | х    | 8.19 | 8.19      |          |
| 6.    | Ндісс Каба Баджо   | 8.03 | х    | 8.02 | 8.16 | 8.03 | 7.92 | 8.16      | SB       |
| 7.    | Луїс Меліс         | х    | 8.02 | х    | х    | 7.98 | 8.07 | 8.07      |          |
| 8.    | Роман Новотні      | 7.87 | 7.75 | 8.00 | х    | 7.82 | 7.94 | 8.00      |          |
| 9.    | Габле Гаренамотсе  | х    | 7.85 | —    |      |      |      | 7.85      |          |
| 10.   | Грег Рутерфорд     | х    | 5.20 | 7.84 |      |      |      | 7.84      |          |
| 11.   | Хусейн аль Саба    | 7.80 | х    | х    |      |      |      | 7.80      |          |
|       | Луїс Цатумас       | х    | х    | х    |      |      |      | NM        |          |